# Madrona Island
Madrona Island är en ö i Kanada.   Den ligger i Regional District of Mount Waddington och provinsen British Columbia, i den sydvästra delen av landet, 3 800 km väster om huvudstaden Ottawa. Arean är 0,21 kvadratkilometer.
Terrängen på Madrona Island är platt. Den sträcker sig 0,4 kilometer i nord-sydlig riktning, och 0,9 kilometer i öst-västlig riktning.
I omgivningarna runt Madrona Island växer i huvudsak barrskog. Trakten runt Madrona Island är nära nog obefolkad, med mindre än två invånare per kvadratkilometer.